# André Breitenreiter
André Breitenreiter (Langenhagen, 2 ottobre 1973) è un allenatore di calcio ed ex calciatore tedesco, di ruolo attaccante, tecnico dell'Hannover 96.

## Carriera da giocatore
Breitenreiter militò nelle file di Hannoverscher SC, Borussia Hannover, Hannover 96, Amburgo, Wolfsburg, SpVgg Unterhaching, SC Langenhagen, KSV Hessen Kassel, Holstein Kiel, BV Cloppenburg e TSV Havelse. Giocò in totale 144 partite in Bundesliga, segnando 28 gol, e 101 partite in 2. Bundesliga, segnando 14 gol.

## Carriera da allenatore
Ha iniziato la sua carriera di allenatore nel 2009 ricevendo una licenza di coaching e lavorando come osservatore per Kaiserslautern. Nel gennaio 2011 è stato nominato capo allenatore del TSV Havelse, club della Regionalliga Nord. Nel 2012 ha vinto la Coppa della Bassa Sassonia con TSV Havelse. Nel 2013 lasciò il club e per la stagione 2013-14 è stato nominato capo allenatore della SC Paderborn 07. L'11 maggio 2014 il suo club ha guadagnato la promozione in Bundesliga per la prima volta nella storia del club.
Il 12 giugno 2015 diventa il nuovo allenatore dello Schalke 04, con cui firma un contratto biennale. Il 15 maggio 2016 dà le dimissioni dopo il 5º posto ottenuto in Bundesliga 2015-16. Nella stagione successiva firma un biennale con Hannover, nel primo anno conquista il tredicesimo posto, mentre nella stagione successiva fu esonerato a fine dicembre. Nel luglio 2021 firma per gli svizzeri dello Zurigo, conquistando immediatamente il titolo di campione svizzero nella prima stagione alla guida della compagine elvetici.
Hoffenheim
Nella successiva estate 2022 viene nominato capo allenatore dell'Hoffenheim. Con il club in lotta per non retrocedere viene sollevato dall'incarico a gennaio 2023, venendo sostituito dallo statunitense Pellegrino Matarazzo.

## Statistiche
Statistiche aggiornate al 11 settembre 2024. In grassetto le competizioni vinte.
| Stagione         | Squadra          | Campionato       | Campionato | Campionato | Campionato | Campionato | Coppe nazionali | Coppe nazionali | Coppe nazionali | Coppe nazionali | Coppe nazionali | Coppe continentali | Coppe continentali | Coppe continentali | Coppe continentali | Coppe continentali | Altre coppe | Altre coppe | Altre coppe | Altre coppe | Altre coppe | Totale | Totale | Totale | Totale | % Vittorie | Piazzamento      |
| Stagione         | Squadra          | Comp             | G          | V          | N          | P          | Comp            | G               | V               | N               | P               | Comp               | G                  | V                  | N                  | P                  | Comp        | G           | V           | N           | P           | G      | V      | N      | P      | % Vittorie | Piazzamento      |
| ---------------- | ---------------- | ---------------- | ---------- | ---------- | ---------- | ---------- | --------------- | --------------- | --------------- | --------------- | --------------- | ------------------ | ------------------ | ------------------ | ------------------ | ------------------ | ----------- | ----------- | ----------- | ----------- | ----------- | ------ | ------ | ------ | ------ | ---------- | ---------------- |
| feb.-mag. 2011   | Havelse          | FRN              | 18         | 7          | 3          | 8          | -               | -               | -               | -               | -               | -                  | -                  | -                  | -                  | -                  | -           | -           | -           | -           | -           | 18     | 7      | 3      | 8      | 38,89      | Sub. 15°         |
| 2011-2012        | Havelse          | FRN              | 34         | 14         | 9          | 11         | -               | -               | -               | -               | -               | -                  | -                  | -                  | -                  | -                  | -           | -           | -           | -           | -           | 18     | 7      | 3      | 8      | 38,89      | 5°               |
| 2012-2013        | Havelse          | FRN              | 30         | 19         | 5          | 6          | CG              | 2               | 1               | 0               | 1               | -                  | -                  | -                  | -                  | -                  | -           | -           | -           | -           | -           | 32     | 20     | 5      | 7      | 62,50      | 2°               |
| Totale Havelse   | Totale Havelse   | Totale Havelse   | 82         | 40         | 17         | 25         |                 | 2               | 1               | 0               | 1               |                    | -                  | -                  | -                  | -                  |             | -           | -           | -           | -           | 84     | 41     | 17     | 26     | 48,81      |                  |
| 2013-2014        | Paderborn        | 2BL              | 34         | 18         | 8          | 8          | CG              | 2               | 1               | 0               | 1               | -                  | -                  | -                  | -                  | -                  | -           | -           | -           | -           | -           | 36     | 19     | 8      | 9      | 52,78      | 2° (prom.)       |
| 2014-2015        | Paderborn        | BL               | 34         | 7          | 10         | 17         | CG              | 1               | 0               | 0               | 1               | -                  | -                  | -                  | -                  | -                  | -           | -           | -           | -           | -           | 35     | 7      | 10     | 18     | 20,00      | 18° (retr.)      |
| Totale Paderborn | Totale Paderborn | Totale Paderborn | 68         | 25         | 18         | 25         |                 | 3               | 1               | 0               | 2               |                    | -                  | -                  | -                  | -                  |             | -           | -           | -           | -           | 71     | 26     | 18     | 27     | 36,62      |                  |
| 2015-2016        | Schalke 04       | BL               | 34         | 15         | 7          | 12         | CG              | 2               | 1               | 0               | 1               | UEL                | 8                  | 4                  | 3                  | 1                  | -           | -           | -           | -           | -           | 44     | 20     | 10     | 14     | 45,45      | 5°               |
| apr.-giu. 2017   | Hannover 96      | 2BL              | 9          | 6          | 3          | 0          | -               | -               | -               | -               | -               | -                  | -                  | -                  | -                  | -                  | -           | -           | -           | -           | -           | 9      | 6      | 3      | 0      | 66,67      | Sub. 2° (prom.)  |
| 2017-2018        | Hannover 96      | BL               | 34         | 10         | 9          | 15         | CG              | 2               | 1               | 0               | 1               | -                  | -                  | -                  | -                  | -                  | -           | -           | -           | -           | -           | 36     | 11     | 9      | 16     | 30,56      | 13°              |
| 2018-gen. 2019   | Hannover 96      | BL               | 19         | 2          | 5          | 12         | CG              | 2               | 1               | 0               | 1               | -                  | -                  | -                  | -                  | -                  | -           | -           | -           | -           | -           | 21     | 3      | 5      | 13     | 14,29      | Eson.            |
| Totale Hannover  | Totale Hannover  | Totale Hannover  | 62         | 18         | 17         | 27         |                 | 4               | 2               | 0               | 2               |                    | -                  | -                  | -                  | -                  |             | -           | -           | -           | -           | 66     | 20     | 17     | 29     | 30,30      |                  |
| 2021-2022        | Zurigo           | SL               | 36         | 23         | 6          | 7          | CS              | 3               | 2               | 1               | 0               | -                  | -                  | -                  | -                  | -                  | -           | -           | -           | -           | -           | 39     | 25     | 7      | 7      | 64,10      | 1°               |
| 2022-feb. 2023   | Hoffenheim       | BL               | 19         | 5          | 4          | 10         | CG              | 3               | 2               | 0               | 1               | -                  | -                  | -                  | -                  | -                  | -           | -           | -           | -           | -           | 22     | 7      | 4      | 11     | 31,82      | Eson.            |
| feb.-mag. 2024   | Huddersfield     | FLC              | 14         | 2          | 5          | 7          | FACup+CdL       | -               | -               | -               | -               | -                  | -                  | -                  | -                  | -                  | -           | -           | -           | -           | -           | 14     | 2      | 5      | 7      | 14,29      | Sub. 23° (retr.) |
| Totale Carriera  | Totale Carriera  | Totale Carriera  | 315        | 128        | 74         | 113        |                 | 17              | 9               | 1               | 7               |                    | 8                  | 4                  | 3                  | 1                  |             | -           | -           | -           | -           | 340    | 141    | 78     | 121    | 41,47      |                  |

## Palmarès

### Calciatore
- Coppa di Germania: 1

Hannover 96: 1991–1992

### Allenatore

#### Competizioni regionali
- Coppa della Bassa Sassonia

TSV Havelse: 2012

#### Competizioni nazionali
- Campionato svizzero: 1

Zurigo: 2021-2022